# 즈엉강
즈엉강(베트남어: Sông Đuống / 瀧隴)은 티엔득강(베트남어: sông Thiên Đức / 瀧天德)으로도 알려져 있는 베트남의 강이다. 즈엉강은 홍강과 타이빈강을 연결하며, 박닌성과 하노이를 거쳐 68km를 흐른다.
즈엉강은 하노이 서북부에 있는 홍강의 지류로, 박닌성을 거쳐 동쪽으로 흐르며, 룩더우의 타이빈강으로 흘러 들어간다. 또한 여기서 즈엉강(티엔득) ‘1’은 꺼우강(응우옛득)으로, ‘2’는 타이응우옌으로, ‘3’은 랑선으로 흐른다. ‘1, 2, 3’ 세 강은 모두 팔라이에 모여 타오장강 ‘4’라고도 불리는 룩더우강(sông Lục Đầu)이 된다.

## 개요
첫 번째 지점은 저우 분기점(하노이 동안현 쑤언까인사)에서, 두 개의 행정 단위인 동안현과 하노이의 롱비엔군 사이의 경계에 있다.
마지막 지점은 락 분기점 남쪽의 미록 분기점(쭝켄, 까오득과 꼬타인)으로 약 3km이다.
일반적으로 즈엉강은 서쪽에서 동쪽으로 흐른다. 홍강과 연결된 어귀가 모래에 의해 높이 쌓이기 때문에, 홍강에 홍수가 날 때에만 쓸려내려가기 때문에, 이전에는 작은 강이었던 홍강에 분포하는 것이다. 1958년 이후 하노이까지 홍수의 위협을 줄이는 중요한 분배가 되도록 하구를 확장했다. 선떠이 시사의 홍강에 비해 즈엉강은 20-30%의 배수량을 낸다. 베트남 백과사전에 의하면, 트엉깟(Thượng Cát)에서는 다년간 평균 수량이 880 m³/s이고, 박닌 지방의 웹사이트에 의하면, 평균 수량은 약 1,000 m³/s에 이른다. 9,000 m³/s의 최대 홍수 피크 흐름(1971년 8월 22일). 박닌을 통과하는 구간은 42km이다. 1945년 8월 벤호에서 가장 높은 수위는 9.64m로 밭보다 3~4m 높았다. 즈엉강은 충적층의 내용물이 높다. 장마철에는 물 1m당 2.8kg의 침전물이 있다.

## 관통 지역

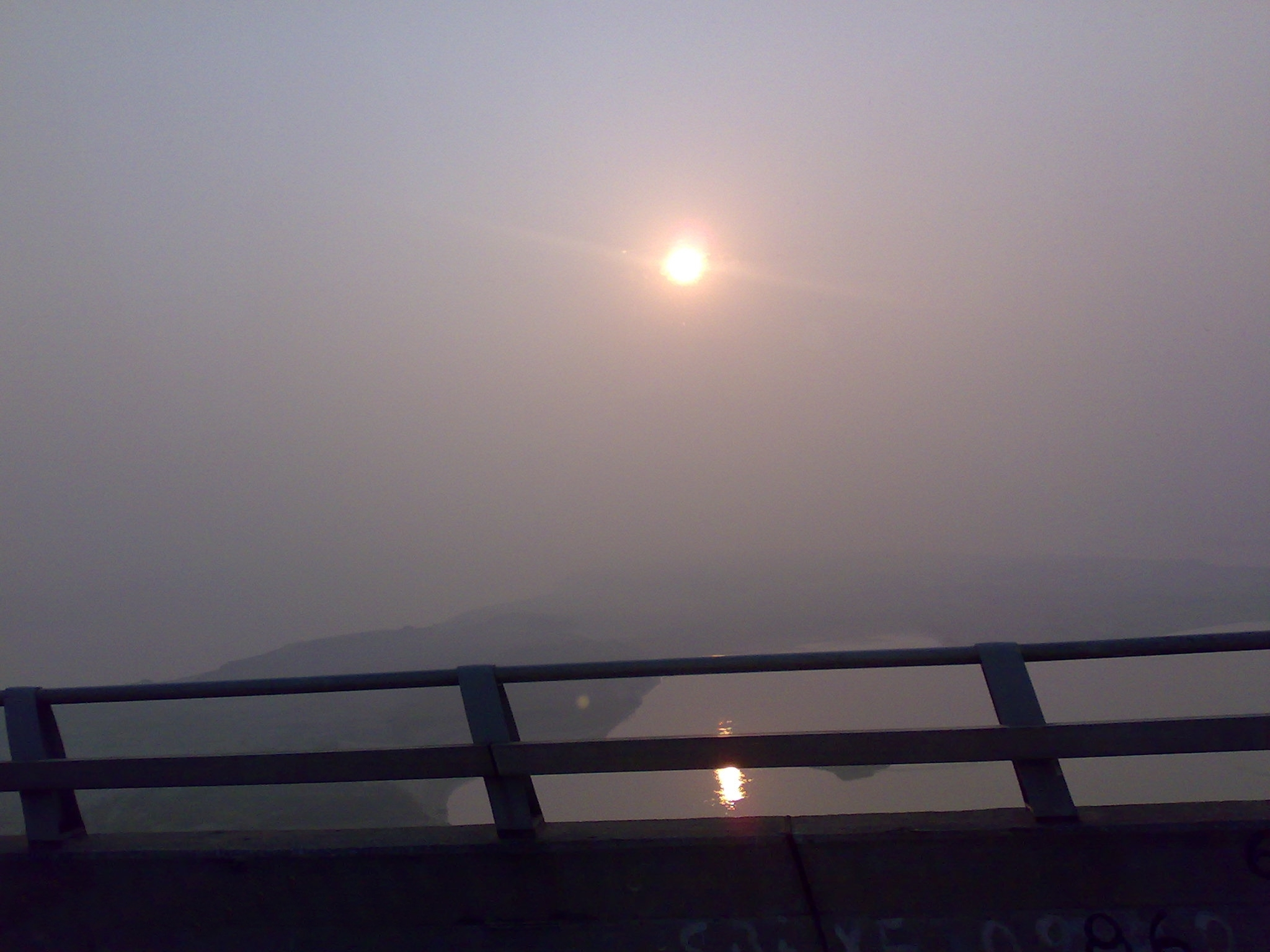
즈엉강의 일출

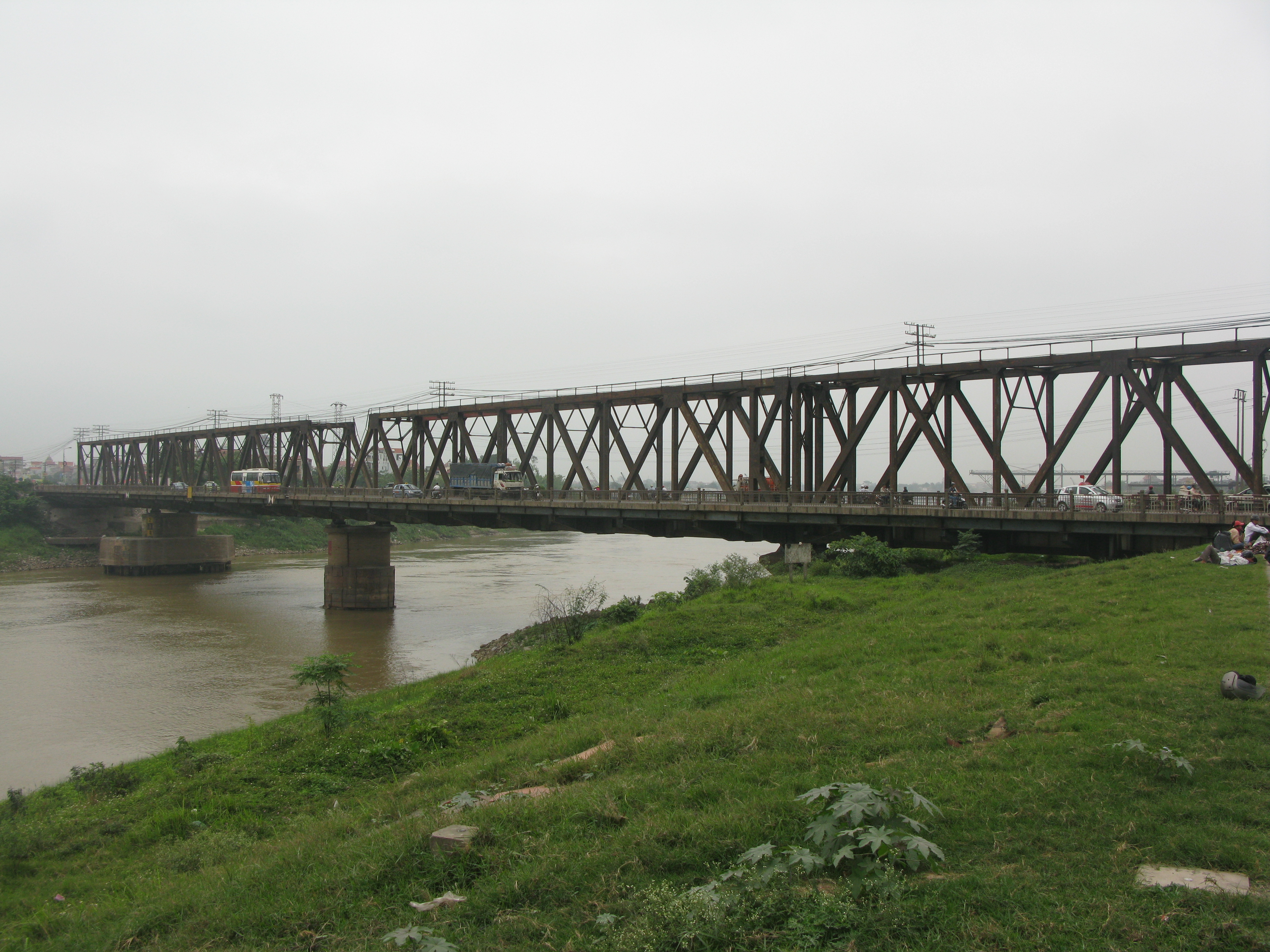
즈엉교

- 하노이
  - 동아인현
  - 롱비엔군
- 박닌성
  - 띠엔주현
  - 투언타인시사
  - 꾸에보시사
  - 자빈현
  - 르엉따이현